# Fabio Ferrario
Fabio Ferrario (Dongo, 9 maggio 1942) è un ex calciatore italiano, di ruolo centrocampista o attaccante.

## Carriera
Durante gli anni '60 gioca con Sondrio, Empoli e Reggina, società con la cui maglia debutta in Serie B.
Ha esordito in Serie A l'8 marzo 1970 in Fiorentina-Bologna (0-1), la sua unica partita in quella stagione in viola.
Nella stagione successiva ha militato ancora in massima serie, stavolta al Foggia, collezionando anche qui una presenza.
Nel 1971-1972 ha giocato 18 partite, segnando 3 gol, con il Palermo in Serie B. Utilizzato come jolly, per undici volte è entrato in campo a partita iniziata.
Passa poi alla Lucchese dove rimane per tre stagioni e conclude la carriera agonistica, ritornando in pianta stabile nella natia Dongo per gestirvi un negozio di abbigliamento.